# Ácido sulfónico

Estructura general de los ácidos sulfónicos. Se muestra en azul el grupo funcional que les da nombre.

Los ácidos sulfónicos son un grupo ácidos orgánicos de azufre, cuya fórmula general es R-S(=O)2-OH, donde R es generalmente una cadena lateral hidrocarbonada tanto arílica como alquilica que se une al grupo sulfonilo,  -SO3H. Sus sales y ésteres con la estructura general R–SO2–O− y R1–SO2–O–R2 se denominan sulfonatos. Los ácidos sulfónicos son generalmente más fuertes que sus bioisósteros carboxílicos y, algunos de ellos, tan fuertes como algunos ácidos inorgánicos, como el ácido sulfúrico o el ácido perclórico.
|                 |
| Ácido sulfónico |

|                                     |
| Sulfonato, éster de ácido sulfónico |

|                                   |
| Sulfonato, sal de ácido sulfónico |

Como agentes oxidantes tienen menos poder oxidativo que el ácido perclórico o el sulfúrico. Esto permite que puedan ser utilizados como catalizadores  o intermediarios ácidos en muchas reacciones orgánicas. Además, tienen la tendencia única de unirse fuertemente a proteínas y carbohidratos. Muchos tintes "lavables" son ácidos sulfónicos (o tienen el grupo funcional sulfonilo en ellos) por esta razón. Los ácidos sulfónicos y sus sales sulfonato son ampliamente usados en diversos productos, tales como detergentes, drogas antibacteriales sulfas, resinas de intercambio aniónico (purificación de agua) y tintes.El ejemplo más simple es el ácido metanosulfónico, CH3SO2OH,que es un reactivo regularmente usado en química orgánica. El ácido p-toluenosulfónico también es un reactivo importante.

## Obtención
- Sulfonación. Los ácidos arilsulfónicos se producen mediante el proceso de sulfonación aromática. Normalmente, el agente sulfonante es el trióxido de azufre, por lo que en su preparación se utiliza ácido sulfúrico fumante, ya que la concentración de SO3 es mayor, con lo que el proceso de sulfonación es algo más rápido.[3] Las condiciones típicas implican calentar durante varias horas, a reflujo, el compuesto aromático con ácido sulfúrico.[4]

{\displaystyle {\ce {R-C6H5 {+}H2SO4 ->[{Calor}] R-C6H4SO3H {+}H2O}}}

En esta reacción, el trióxido de azufre es un electrófilo y el areno es el nucleófilo. La reacción es un ejemplo de sustitución electrófila aromática.  La sulfonación de los hidrocarburos aromáticos es reversible, la hidrólisis se realiza fácilmente por ebullición con ácidos minerales fuertes, como el ácido clorhídrico.
Respecto a los ácidos alquilsulfónicos,  se pueden preparar mediante diferentes métodos de los que se muestran aquí algunos ejemplos.
- Sulfoxidación. Los alcanos se tratan con una mezcla de dióxido de azufre y oxígeno. Esta reacción se emplea industrialmente para producir ácidos alquilsulfónicos, que se utilizan como sustancias tensioactivas en la formulación de detergentes.Modelos de bolas y palos del ácido metanosulfónico.

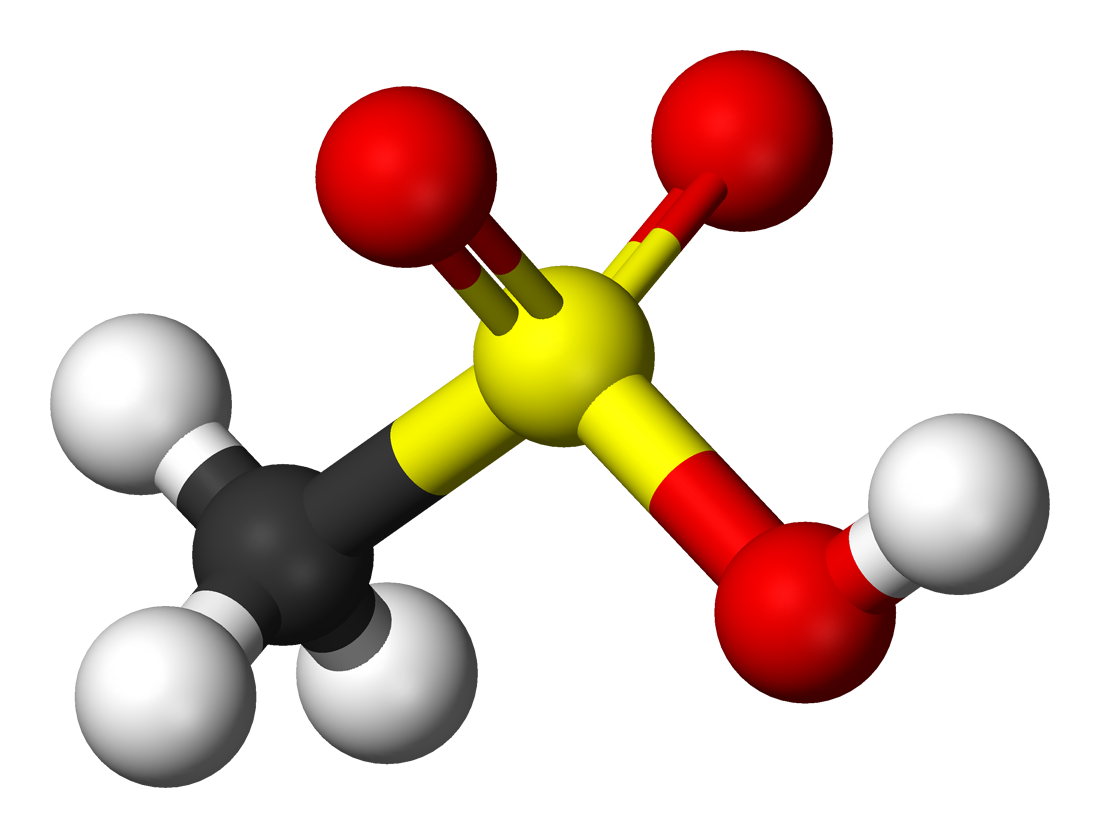
Modelos de bolas y palos del ácido metanosulfónico.

La reacción  directa de los alcanos con trióxido de azufre, de forma similar a como se hace en la sulfonación aromática,  generalmente no es útil, excepto para la conversión del ácido metanosulfónico en ácido metanodisulfónico.
- Oxidación de tioles. Se pueden sintetizar ácidos sulfónicos alifáticos por oxidación de tioles. Como oxidante se puede utilizar ácido nítrico, HNO3 o peróxido de hidrógeno, H2O2.

- Sustitución nucleófila. También se pueden obtener a partir de halogenuros de alquilo o de alquenos. [2]

- Adición nucleófila. Muchos ácidos alcanosulfónicos se pueden obtener mediante la adición de bisulfito a los alquenos terminales:

{\displaystyle {\ce {HSO3- + RCH=CH2 + H+ -> RCH2CH2SO3H}}}

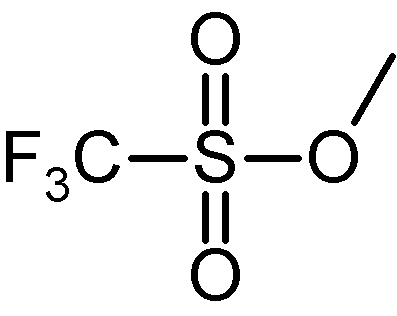
Triflato de metilo.

El bisulfito también se puede alquilar mediante haluros de alquilo:
{\displaystyle {\ce {HSO3- + RBr -> RSO3H + Br-}}}

## Principales sulfonatos
Las sales de sodio de los derivados del ácido sulfónico se utilizan a menudo como tensoactivos aniónicos en productos de limpieza. De los alquilbencenosulfonatos (ABS) con fórmula general CnH2n+1–C6H4–SO3−Na+, el representante más importante fue el tetrapropilenbencenosulfonato (TBS) hasta los años 1960. Reemplazó en gran medida al jabón como tensioactivo en la década de 1950. Sin embargo, el TBS (como muchos otros ABS ramificados) se descompone poco en las aguas residuales, lo que, entre otras cosas, condujo a montañas de espuma en los ríos. Por ello, a partir de 1964 fue sustituido por los llamados alquilbencenosulfonatos lineales (LAS), que desde entonces se han convertido en los tensioactivos más importantes en la química de los detergentes. En la práctica, se trata a menudo de alquilbencenosulfonatos secundarios, siendo uno de los más utilizados el dodecilbencenosulfonato de sodio. 

La taurina es uno de los pocos ácidos sulfónicos naturales. Este ácido aminosulfónico es un ácido biliar.
PFOS, un tensoactivo y contaminante controvertido.
Ácido p-toluenosulfónico, un reactivo ampliamente utilizado en síntesis orgánica.
Nafion, un ácido sulfónico polimérico útil en pilas de combustible.
Dodecilbencenosulfonato de sodio, un tensioactivo de alquilbencenosulfonato utilizado en detergentes para ropa.
La coenzima M es un cofactor necesario para la biosíntesis del metano, que se encuentra en el gas natural.

## Aplicaciones
La mayoría de las aplicaciones a gran escala de los ácidos sulfónicos están relacionadas con el empleo de los derivados aromáticos, ya que la mayoría de ellos intervienen en reacciones de síntesis o en la formulación de detergentes y surfactantes, fármacos, tintes y como catalizadores de numerosas reacciones orgánicas.

### Detergentes y surfactantes
Los detergentes y surfactantes son moléculas que contienen uno o varios grupos altamente polares, capaces de unirse a las moléculas de agua, junto a una cadena hidrocarbonada muy apolar, capaz de unirse a sustancias orgánicas muy poco polares, por lo que actúan como limpiadores y detergentes. Tradicionalmente, esta función la realizaban los jabones, que son sales sódicas de los ácidos grasos, con el grupo carboxilato polar y el radical del ácido graso como grupo apolar. Sin embargo, desde mediados del siglo XX, el uso de los derivados de ácidos sulfónicos ha superado al del jabón en las sociedades avanzadas. Por ejemplo, se estima que anualmente se producen dos mil millones de kilogramos de alquilbencenosulfonatos para diversos fines.

### Colorantes
Muchos de los colorantes antraquinónicos se producen o procesan mediante sulfonación.  Estos colorantes se obtienen industrialmente por sulfonación de la antraquinona o sus derivados, principalmente, a partir de la alizarina, que a su vez se obtiene por hidrólisis del ácido antraquino-2-sulfónico.  Otros colorantes antraquinosulfónicos son el rojo de alizarina S, el azul directo de alizarina A o el alizarinsafirol B. Los ácidos sulfónicos tienden a unirse fuertemente a las proteínas y los carbohidratos, lo que les convierte en unos excelentes productos para la tinción de textiles derivados del algodón, la lana o la seda. El ácido p-cresidinasulfónico se utiliza para fabricar colorantes alimentarios.

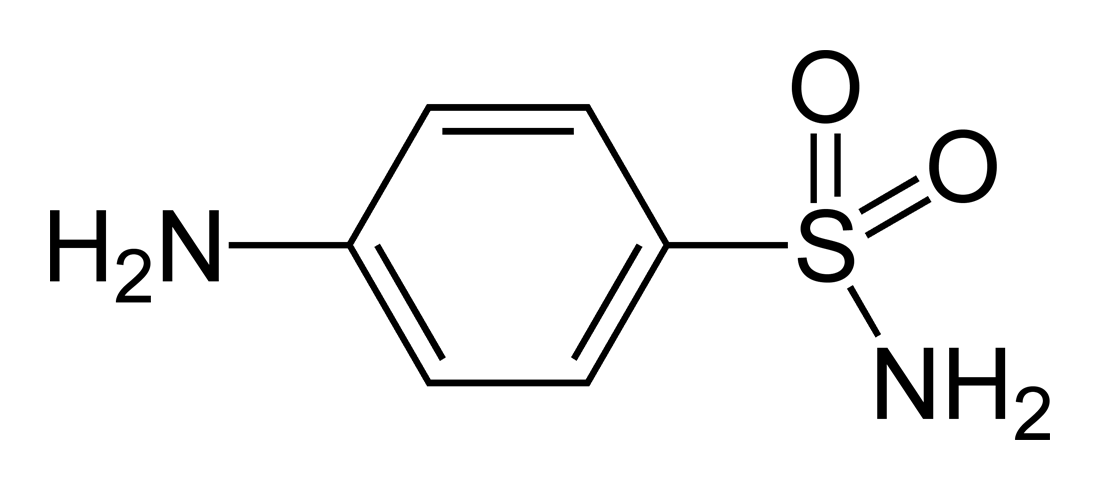
Sulfanilamida

### Fármacos
Ciertos derivados de la sulfonamida, conocidos como  sulfanilamidas o sulfas, son potentes agentes bactericidas que se descubrieron casualmente al observar que la sulfanilamida, utilizada en la síntesis de colorantes, evitaba la muerte de ciertos hongos infectados por bacterias de la familia de los estreptococos.  En la actualidad se conocen más de tres mil  derivados de la sulfanilamida con propiedades bactericidas.

## Ésteres sulfónicos
Los ésteres sulfónicos son una clase de compuestos orgánicos con la fórmula general R-SO2-OR. Los ésteres sulfónicos como el triflato de metilo son considerados buenos grupos salientes en sustitución nucleofílica.